# Barbro Lindgren

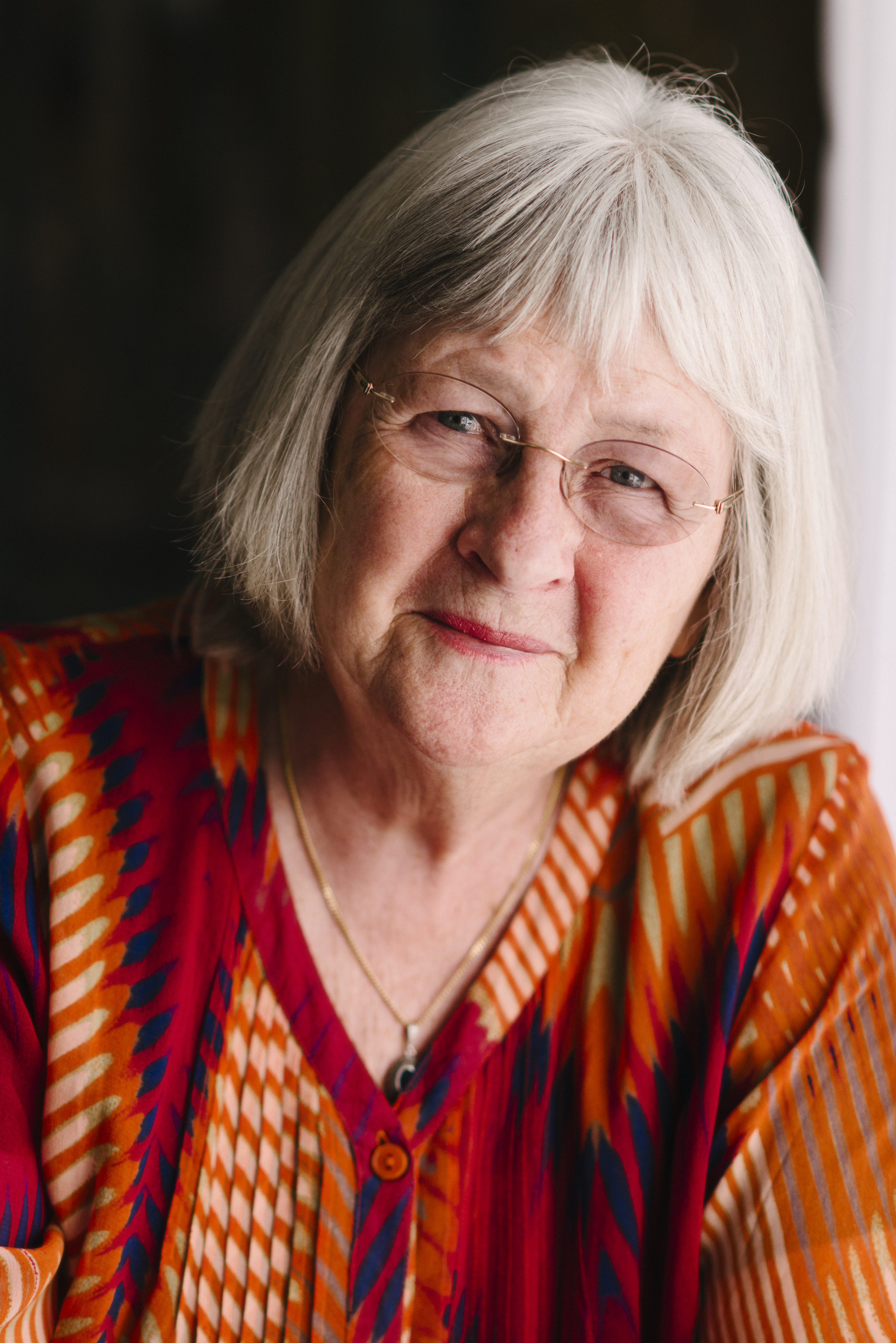
Barbro Lindgren (2014)

Barbro Lindgren-Enskog (* 18. März 1937 in Stockholm) ist eine schwedische Kinderbuchautorin, die auch Bücher für erwachsene Leser schreibt. Sie ist nicht verwandt mit Astrid Lindgren.

## Leben
Barbro Lindgren arbeitete in einer Institution für behinderte Kinder, sie schreibt seit 1965. Sie hat eine Kunstschule absolviert (1958) und einige ihrer Bücher selber illustriert, hat aber auch mit einigen hervorragenden Illustratorinnen zusammengearbeitet. Ihr unvergleichlicher Stil hat einen großen Einfluss auf die schwedische Kinder- und Jugendliteratur der Gegenwart ausgeübt. Angesiedelt zwischen Realismus und Surrealismus ist er humor- und phantasievoll und ihre Bücher behandeln für Kinder wichtige Fragen, die ernst genommen und kindgerecht behandelt werden.

## Werke (Auswahl)

### Kinder- und Jugendliteratur

#### Bilderbücher
Mit Bildern von Eva Eriksson.
- Mutters wildes Hänschen. In deutsche Verse gebracht von James Krüss. Oetinger Verlag, 1981. ISBN 3-7891-6070-9 (Originaltitel: Mamman och den vilda bebin, 1980)
- Max und der Keks. Oetinger Verlag, 1982. ISBN 978-3-7891-5723-3
- Max und der Teddy. Oetinger Verlag, 1982. ISBN 978-3-7891-5724-0
- Max und das Auto. Oetinger Verlag, 1982. ISBN 3-7891-5722-8
- Max und der Ball. Oetinger Verlag, 1983. ISBN 978-3-7891-5725-7
- Max und die Lampe. Oetinger Verlag, 1983. ISBN 978-3-7891-5726-4
- Max und die Wanne. Oetinger Verlag, 1983. ISBN 978-3-7891-5727-1
- Das wilde Hänschen fährt zur See. In deutsche Verse gebracht von James Krüss. Oetinger Verlag, 1983. ISBN 3-7891-6071-7 (Originaltitel: Den vilda Bebiresan, 1982)
- Max und der Puppenwagen. Oetinger Verlag, 1986. ISBN 3-7891-5728-7
- Max und das Töpfchen. Oetinger Verlag, 1986. ISBN 978-3-7891-5729-5
- Das wilde Hänschen und sein Hund. In deutsche Verse gebracht von James Krüss. Oetinger Verlag, 1986. ISBN 3-7891-6073-3 (Originaltitel: Vilda Bebin får en hund, 1985)
- Große Schwester und Kleiner Bruder gehen in die große Welt. Oetinger Verlag, 1993. ISBN 3-7891-6808-4
- Max und der Schnuller. Oetinger Verlag, 1995. ISBN 978-3-7891-6814-7
- Max und die Windel. Oetinger Verlag, 1995. ISBN 978-3-7891-6815-4
- Schwups – war die Banane weg! Oetinger Verlag, 1997. ISBN 3-7891-6825-4
- Andrejs Sehnsucht. Oetinger Verlag, 1998. ISBN 3-7891-6822-X
- Hier ist das kleine Haus. Oetinger Verlag, 1999. ISBN 978-3-7891-6816-1
- Julia wünscht sich ein Tier. Oetinger Verlag, 2003. ISBN 978-3-7891-6840-6

#### Erstlesebücher
- Die Geschichte vom kleinen Onkel. Mit Bildern von Eva Eriksson. Übersetzt von Angelika Kutsch. Oetinger Verlag, 1980. ISBN 3-7891-1849-4. Neuauflage 1986, ISBN 3-7891-1673-4. Neuauflage 2012, ISBN 978-3-7891-7549-7 (Originaltitel: Sagan om den lilla farbrorn, 1979)
- Peter und Pummel. Carlsen Verlag, 1987. ISBN 3-551-53168-4
- Paulchen und sein Freund Gogo. Carlsen Verlag, 1988. ISBN 3-551-53191-9

#### Romane / Erzählungen
- Ole, Pelle und Brötchen. Mit Bildern von Maria Girbardt. Übersetzt von Fritz u. Hildegard Westphal. Oetinger Verlag, 1966. (Originaltitel: Mattias sommar)
- Schätze in Oles Koffer. Mit Bildern von Maria Girbardt. Übersetzt von Fritz u. Hildegard Westphal. Oetinger Verlag, 1968. (Originaltitel: Mera om Mattias)
- Loranga, Lollipop und lauter Tiger. Mit Bildern von Mick Flum. Übersetzt von Senta Kapoun Oetinger Verlag, 1972. ISBN 3-7891-2050-2 (Originaltitel: Loranga, Masarin och Dartanjang)
- Ein Schwesterchen für Kalle. Mit Bildern von Maria Girbardt. Übersetzt von Dorothea Bjelfvenstam. Oetinger Verlag, 1972. ISBN 3-7891-1660-2 (Originaltitel: Nu har Kalle fȧtt en liten syster)
- Barbro, streng geheim. Übersetzt von Senta Kapoun. Oetinger Verlag, 1973. ISBN 3-7891-2053-7 (Originaltitel: Jättehemligt)
- Ferien auf Kulleberga. Mit Bildern von Bettina von Hayek. Übersetzt von Senta Kapoun. Oetinger Verlag, 1975. ISBN 3-7891-1848-6 (Originaltitel: I västan grind)
- Armer kleiner Allan. Mit Bildern von Sven Nordqvist. Übersetzt von Angelika Kutsch. Oetinger Verlag, 1991. ISBN 3-7891-6803-3 (Originaltitel: Stackars Allan)
- Aber Benny! Mit Bildern von Olof Landström. Übersetzt von Angelika Kutsch. Oetinger Verlag, 1999. ISBN 3-7891-6827-0 (Originaltitel: Nämen Benny)
- Gut gemacht, Benny. Mit Bildern von Olof Landström. Übersetzt von Angelika Kutsch. Oetinger Verlag, 2002. ISBN 3-7891-6835-1 (Originaltitel: Jamen Benny)

## Auszeichnungen
- 1973 Astrid-Lindgren-Preis[1]
- 1977 Nils-Holgersson-Plakette
- 1989 BMF-Plakette
- 2004 Samfundet De Nios Astrid Lindgren-Preis
- 2007 Selma-Lagerlöf-Preis
- 2014 Astrid-Lindgren-Gedächtnis-Preis[2]
- 2015 Bellman-Preis[3]
- 2023 Großer Preis des Samfundet De Nio